# Przychód ze sprzedaży
Przychód ze sprzedaży – w rachunkowości to przychód rozumiany jako suma sprzedanych wyrobów, robót, usług, towarów i materiałów, jak i właściwej dla nich jednostkowej ceny sprzedaży.
Warunki niezbędne w rachunkowości do uznania przychodu ze sprzedaży dóbr:
- musi nastąpić przekazanie nabywcy zarówno ryzyka, jak i korzyści płynących z prawa własności nabytego dobra,
- jednostka sprzedająca dobro przestaje sprawować kontrolę oraz zarządzać nim w stopniu, w jakim robiła to, posiadając prawo własności,
- kwotę przychodu można wiarygodnie zmierzyć,
- prawdopodobne jest uzyskanie korzyści ekonomicznych dla sprzedającego,
- koszty poniesione oraz te, które zostaną poniesione przez jednostkę w związku z transakcją, są możliwe do wyceny[2].

Spełnienie wszystkich wymienionych kryteriów uznania przychodu ma miejsce najczęściej w momencie wydania rzeczy nabywcy. 
Momentem uznania przychodu może być w niektórych przypadkach: 
- moment częściowego wykonania usługi (przy usługach długoterminowych),
- data przekroczenia granicy przy sprzedaży eksportowej, wynikająca z dokumentów odprawy celnej,
- moment utraty prawa do zwrotu przez nabywcę (przy sprzedaży na próbę),
- moment zapłaty, itp.[3]

Cena sprzedaży do ustalenia przychodu w rachunkowości, to cena sprzedaży brutto, skorygowana o udzielone rabaty, bonifikaty i podobne opusty, zmniejszona o należny od tej sprzedaży podatek od towarów i usług, czyli VAT. Podatek VAT nie ma charakteru cenotwórczego, podwyższa on natomiast należną kwotę od odbiorcy.